# Elizabeth Azcona Cranwell
Elizabeth Azcona Cranwell, (Buenos Aires, 10 de marzo de 1933, ídem, 4 de diciembre de 2004) fue una poeta, narradora, articulista, traductora y crítica literaria argentina.

## Trayectoria
Se recibió en la facultad de Filosofía y Letras, de la Universidad de Buenos Aires. Se desempeñó como docente, dictó talleres y seminarios; realizó críticas literarias en el Diario La Nación, fue traductora de los poemas de Dylan Thomas y William Shand y de cuentos de Edgar Allan Poe.

## Libros
Su estilo, con influencias de Olga Orozco, se enmarca dentro de la poesía surrealista.
- 1953 - Capítulo sin presencia
- 1956 - La vida disgregada
- 1963 - Los riesgos y el vacío
- 1966 - De los opuestos
- 1971 - Imposibilidad del lenguaje o los nombres del amor
- 1971 - La vuelta de los equinoccios
- 1978 - Anunciación del mal y la inocencia
- El mandato
- 1987 - Las moradas del sol
- 1990 - El escriba de la mirada fija
- La mordedura
- 1997 - El reino intermitente

## Premios
- 1969 Municipal de Poesía (por "De los opuestos").
- 1969 Primer premio Fondo Nacional de las Artes (por "De los opuestos").
- 1971 Primer premio Municipal obra inédita en narrativa (por "La vuelta de los equinoccios").
- 1971 Medalla de oro Fondo Nacional de las Artes (por "La vuelta de los equinoccios").
- 1984 Premio Konex - Diploma al Mérito de Poesía 1.ª obra publicada después de 1950.
- 1985 Municipal de Poesía (por "El mandato").
- 1988 Medalla del diario La Nación como figura destacada de las letras.
- 1989 Medalla de la Fullbright Comission como becaria sobresaliente.
- 1990 Trébol de Plata y Diploma del Rotary Club Internacional como figura relevante de las letras argentinas.
- 1990 Primer premio de poesía "First".
- 1992 Primer premio Fundación Inca en narrativa (por el libro de cuentos "La mordedura").
- 1992 Premio único de cuentos diario La Nación (por "La mirada de Dios", "En las dunas" y "Lo que ya estaba escrito").